# Ozarba excisa
Ozarba excisa is een vlinder uit de familie van de uilen (Noctuidae). De wetenschappelijke naam van deze soort werd voor het eerst voorgesteld door George Francis Hampson in een publicatie uit 1891.
De soort komt voor in India (Tamil Nadu).